# Юзеф Кшивіцький
Юзеф Кшивіцький (пол. Józef Krzywicki; 1838, Варшава — після 1908, Варшава) — польський енциклопедист.

## З життєпису
Навчався у Московському університеті (1858–1861), згодом Головній Школі у Варшаві, де захистив магістерську роботу на тему полабських слов'ян. Обіймав скромну посаду у правлінні Варшавсько-Віденської залізниці. Поряд з тим співробітничав у створенні 12-томної Енциклопедії Орґельбрандта.
Броніслав Хлєбовський залучив його до праці над Географічним словником Королівства Польського. Як наслідок було створено багато статей його авторства, переважно присвячених Волині. Серед інших присвячені повітовим містам: Володимирові-Волинському, Овручеві, Рівному, Заславові, Старокостянтинову, Острогу. Іншим оселям, зокрема: Володимирцеві, Славуті, Млинову, Мирополеві, Сарнам, Олевському, Острожцю, Острополеві, Межирічу, Радзивилову, Тихомлю. Описав також річки: Случ, Стир.